# Střelická bažinka
Střelická bažinka este o arie protejată (arie specială de conservare — SAC, sit de importanță comunitară — SCI) din Republica Cehă întinsă pe o suprafață de 2,93 ha, integral pe uscat.

## Localizare
Centrul sitului Střelická bažinka este situat la coordonatele 49°08′50″N 16°28′02″E / 49.147222°N 16.467222°E.

## Înființare
Situl Střelická bažinka a fost declarat sit de importanță comunitară în aprilie 2005 pentru a proteja 1 specie de animale. Situl a fost protejat și ca arie specială de conservare în februarie 2018.

## Biodiversitate
Situată în ecoregiunea continentală, aria protejată nu include niciun habitat protejat.
La baza desemnării sitului se află o specie protejată de  amfibieni: triton cu creastă (Triturus cristatus).